# Tony Coe
Anthony „Tony“ George Coe (* 29. November 1934 in Canterbury; † 16. März 2023) war ein britischer Jazzmusiker (Saxophone, Klarinette, Flöte) und Komponist.

## Leben
Coe war zunächst als Journalist tätig; er spielte in den Bands von Joe Daniels, Nat Gonella, Alan Clare und Al Fairweather, bevor er ab 1957 bei Humphrey Lyttelton arbeitete, mit dem er 1959 auf Amerikatournee war. Gemeinsam mit John Picard hatte er von 1962 bis 1964 eine eigene Band. Zwischen 1966 und 1969 war er Mitglied im Orchester von Johnny Dankworth, dann in der Kenny Clarke/Francy Boland Big Band.
In den frühen 1970ern führte Coe vielbeachtete Eigenkompositionen wie „Zeitgeist“ auf, arbeitete mit einer eigenen Band und mit Kenny Wheeler, der Gruppe Matrix und Ian Carrs Nucleus. Später war er mit Michael Gibbs, Clark Terry, Neil Ardley, Norma Winstone, Benny Bailey und Peter Herbolzheimer tätig, spielte aber auch ein Duoalbum mit Derek Bailey ein. In den 1980er Jahren arbeitete er auch mit Stan Tracey, mit Tony Oxley und mit Ali Haurand. Weiterhin legte er Alben unter eigenem Namen, mit Melody Four und mit den Lonely Bears (mit Lol Coxhill und Steve Beresford) vor. Er hat auch an Projekten von Bob Moses, Franz Koglmann/Lee Konitz (We Thought About Duke, 1995 und O Moon My Pin-Up, 1998) und Annie Whitehead teilgenommen. Er verfasste weiterhin Filmmusiken und war zudem als Solist auf dem Tenorsaxophon an den Aufnahmen zur Musik von Henry Mancinis Pink Panther beteiligt.
Coe wirkte an Soundtracks von verschiedenen anderen Filmen mit, wie Leaving Las Vegas von 1995, der Superman-Fortsetzung Superman II und der oscarprämierten Komödie Victor/Victoria von 1982. Coes Klarinettenkünste tauchten 1982 in dem Paul-McCartney-Song „I’ll Give You a Ring“ auf; es wurde spekuliert, ob das Stück 1974 aufgenommen wurde, als Tony mit dessen Bruder Mike McGear für „Leave It“ im Studio war.
1995 wurde Coe als erster europäischer Jazzmusiker mit dem Jazzpar-Preis ausgezeichnet, 1997 mit dem British Jazz Award.

## Diskographische Hinweise
- The Tony Coe Quintet: Swingin' till the Girls Come Home (Philips, 1962), mit John Picard, Spike Heatley, Colin Purbrook, Derek Hogg
- Tony Coe & The Lansdowne String Quartet: Tony's Basement (Columbia, 1967)
- Sax with Sex (Metronome, 1968)
- Some Other Autumn (Hep Records, 1971) mit Brian Lemon, Dave Green, Phil Seamen
- Zeitgeist: Poems of Jill Robin (EMI, 1977)
- Coe-Existence (1978), mit John Horler, Ron Rubin, Trevor Tomkins
- Tournée du chat (1983)
- Nutty on Willisau (1984), mit Tony Oxley, Chris Laurence
- Le Chat Se Retourne (NATO, 1984), mit Paul Rutherford, Alan Hacker, Steve Beresford, Tony Hymas, Dave Green
- Mainly Mancini (1985), mit Chris Laurence
- Mer de Chine (Nato, 1988)
- Canterbury Song (Hot House, 1988) mit Benny Bailey, Horace Parlan, Jimmy Woode, Idris Muhammad
- Les Voix d’Itxassou (1990)
- Les sources bleues (1992)
- Captain Coe’s Famous Racearound (Storyville, 1995) mit Bob Brookmeyer, Steve Argüelles, Danish Radio Jazz Orchestra
- Blue Jersey (AB, 1995) mit Dave Horler, John Horler, Allan Ganley
- In Concert (AB, 1997) mit John Horler, Malcolm Cheese
- Days of Wine and Roses (Zephyr, 1998) mit Alan Barnes, Brian Lemon, Dave Cliff, Alan Ganley
- Ruby (Zah Zah, 1998) mit Brian Dee, Matt Miles, Steve Argüelles
- Tony Coe / Roger Kellaway: British-American Blue (Between the  lines, 2000)
- Tony Coe & Gerard Presencer, mit Brian Lemon & Dave Green: Dreams (2001)
- Tony Coe, Tina May & Nikki Iles: More Than You Know (33 Records, 2004)
- Tony Coe & Scott Robinson: Schindler's Mind (2005)
- Before the Dawn (Chapter One Records, 2007) mit John Horler, Chris Laurence bzw. Alec Dankworth, Trevor Tomkins sowie Bob Cornford
- Tony Coe & John Horler Dancing in the Dark (Gearbox 2021, rec. 2007)

## Filmografie (Auswahl)
- 1987: Versteckte Leidenschaft – Camomille (Camomille)
- 2002: Gambling, Gods and LSD